# Serie B 1963/1964
Soutěžní ročník Serie B 1963/1964 byl 32. ročník druhé nejvyšší italské fotbalové ligy. Konal se od 15. září 1963 do 21. června 1964. 
Nejlepším střelcem se stal italský hráč Romano Taccola (Prato), který vstřelil 19 branek.

## Události
Z 1. ligy sestoupil Neapol, Benátky a Palermo. Naopak postup ze 3. ligy slavilo po 15 letech Varese, po 2 letech se vrátilo Prato a poprvé v klubové historii postoupila Potenza.
Soutěž vyhrál nováček Varese, trénovaný bývalím hráčem Puricellim. Postup slavil již dvě kola před koncem. Do Serie A postoupilo ještě Cagliari a Foggia & Incedit. Postup se měl slavit v Brescii, jenže bylo jim za trest odebráno sedm bodů.
Sestup do Serie C byl pro Cosenzu, Udinese a Prato, které se již do Serie B nikdy nevrátilo.

## Účastníci
| Klub             | Město         | Stadion                            | Trenér | Minulá sezona                            |
| ---------------- | ------------- | ---------------------------------- | --- | ---------------------------------------- |
| Alessandria      | Alessandria   | Stadio Giuseppe Moccagatta         | Angelo Franzosi + Valentino Sala (1.–11. kolo) Luigi Vitto (12.–24. kolo) Anselmo Giorcelli                                             | 14. místo v Serii B                      |
| Benátky          | Benátky       | Stadio Pierluigi Penzo             | Sandro Puppo (1.–33. kolo) Bruno Biagini                                                                                                | 17. místo Serii A (sestup)               |
| Brescia          | Brescia       | Stadio Mompiano                    | Renato Gei | 4. místo v Serii B                       |
| Cagliari         | Cagliari      | Stadio Amsicora                    | Arturo Silvestri | 9. místo v Serii B                       |
| Catanzaro        | Catanzaro     | Stadio Comunale                    | Leandro Remondini | 12. místo v Serii B                      |
| Cosenza          | Cosenza       | Stadio Emilio Morrone              | Paolo Todeschini (1.–13. kolo) Francesco Del Morgine (14. kolo) Gianmarco Mezzadri (15.–20. kolo) Gianmarco Mezzadri + Paolo Todeschini | 14. místo v Serii B                      |
| Foggia           | Foggia        | Stadio Comunale                    | Oronzo Pugliese | 5. místo v Serii B                       |
| Lecco            | Lecco         | Stadio Mario Rigamonti-Mario Ceppi | Angelo Piccioli | 6. místo v Serii B                       |
| Neapol           | Neapol        | Stadio San Paolo                   | Roberto Lerici (1.–24. kolo) Giovanni Molino                                                                                            | 16. místo Serii A (sestup)               |
| Padova           | Padova        | Stadio Silvio Appiani              | Oscar Montez (1.–35. kolo) Elvio Matè                                                                                                   | 8. místo v Serii B                       |
| Palermo          | Palermo       | Stadio La Favorita                 | László Székely (1.–15. kolo) Bruno Dazzi (16.–18. kolo) László Székely                                                                  | 18. místo Serii A (sestup)               |
| Parma            | Parma         | Stadio Ennio Tardini               | Ugo Canforini (1.–4. kolo) Bruno Dazzi (5.–11. kolo) Arnaldo Sentimenti                                                                 | 13. místo v Serii B                      |
| Potenza          | Potenza       | Stadio Alfredo Viviani             | Egizio Rubino | 1. místo ve skupině C v Serii C (postup) |
| Prato            | Prato         | Stadio Comunale                    | Luigi Ferrero (1.–11. kolo) Dino Ballacci                                                                                               | 1. místo ve skupině B v Serii C (postup) |
| Pro Patria       | Busto Arsizio | Stadio Comunale                    | Luciano Lupi | 9. místo v Serii B                       |
| Simmenthal-Monza | Monza         | Stadio "Città di Monza"            | Hugo Lamanna (1.–25. kolo) Vittorio Malagoli                                                                                            | 9. místo v Serii B                       |
| Triestina        | Terst         | Stadio Comunale                    | Serafino Montanari | 17. místo v Serii B                      |
| Udinese          | Udine         | Stadio Moretti                     | Alberto Eliani (1.–4. kolo) Armando Segato                                                                                              | 14. místo v Serii B                      |
| Varese           | Varese        | Stadio Franco Ossola               | Héctor Puricelli + Antonio Busini | 1. místo ve skupině A v Serii C (postup) |
| Verona           | Verona        | Stadio Marcantonio Bentegodi       | Carlo Facchini (1.–33. kolo) Bruno Biagini                                                                                              | 7. místo v Serii B                       |

## Tabulka
| Poř. | Tým               | Z  | V  | R  | P  | VG | OG | B  |
| ---- | ----------------- | -- | -- | -- | -- | -- | -- | -- |
| 1.   | Varese            | 38 | 17 | 17 | 4  | 44 | 19 | 51 |
| 2.   | Cagliari          | 38 | 16 | 17 | 5  | 44 | 23 | 49 |
| 3.   | Foggia & Incedit  | 38 | 15 | 16 | 7  | 42 | 27 | 46 |
| 4.   | Padova            | 38 | 16 | 13 | 9  | 43 | 27 | 45 |
| 5.   | Verona            | 38 | 15 | 14 | 9  | 44 | 31 | 44 |
| 6.   | Lecco             | 38 | 15 | 14 | 9  | 36 | 29 | 44 |
| 7.   | Brescia (-7 bodů) | 38 | 18 | 11 | 9  | 55 | 28 | 40 |
| 8.   | Neapol            | 38 | 12 | 15 | 11 | 39 | 35 | 39 |
| 9.   | Potenza           | 38 | 10 | 18 | 10 | 31 | 28 | 38 |
| 10.  | Triestina         | 38 | 11 | 15 | 12 | 28 | 33 | 37 |
| 11.  | Catanzaro         | 38 | 13 | 11 | 14 | 38 | 47 | 37 |
| 12.  | Palermo           | 38 | 9  | 17 | 12 | 25 | 28 | 35 |
| 13.  | Pro Patria        | 38 | 9  | 15 | 14 | 35 | 42 | 33 |
| 14.  | Benátky           | 38 | 10 | 13 | 15 | 32 | 44 | 33 |
| 15.  | Parma             | 38 | 8  | 16 | 14 | 31 | 43 | 32 |
| 16.  | Simmenthal-Monza  | 38 | 8  | 16 | 14 | 31 | 43 | 32 |
| 17.  | Alessandria       | 38 | 9  | 14 | 15 | 27 | 48 | 32 |
| 18.  | Prato             | 38 | 8  | 15 | 15 | 31 | 44 | 31 |
| 19.  | Udinese           | 38 | 9  | 11 | 18 | 28 | 40 | 29 |
| 20.  | Cosenza           | 38 | 8  | 10 | 20 | 23 | 46 | 26 |

Poznámky
- Z = Odehrané zápasy; V = Vítězství; R = Remízy; P = Prohry; VG = Vstřelené góly; OG = Obdržené góly; B = Body
- za výhru 2 body, za remízu 1 bod, za prohru 0 bodů.

|  | Postup do Serie A |
|  | Sestup do Serie C |

## Střelecká listina
| Pořadí | Jméno               | Klub             | Branky |
| ------ | ------------------- | ---------------- | ------ |
| 1.     | Romano Taccola      | Prato            | 19     |
| 2.     | Virginio De Paoli   | Brescia          | 16     |
| 3.     | Cosimo Nocera       | Foggia & Incedit | 15     |
| 4.     | Gino Raffin         | Brescia          | 13     |
| 4.     | Vincenzo Traspedini | Varese           | 13     |
| 6.     | Osvaldo Bagnoli     | Catanzaro        | 12     |
| 6.     | Enrico Muzzio       | Pro Patria       | 12     |
| 6.     | Italo Carminati     | Padova           | 12     |
| 6.     | Riccardo Innocenti  | Lecco            | 12     |
| 10.    | Ricciotti Greatti   | Cagliari         | 11     |